# Нью-Міддлтаун (Індіана)
Нью-Міддлтаун (англ. New Middletown) — місто (англ. town) в США, в окрузі Гаррісон штату Індіана. Населення — 90 осіб (2020).

## Географія
Нью-Міддлтаун розташований за координатами 38°9′52″ пн. ш. 86°3′4″ зх. д. / 38.16444° пн. ш. 86.05111° зх. д. (38.164459, -86.051012).  За даними Бюро перепису населення США в 2010 році місто мало площу 0,11 км², уся площа — суходіл.

## Демографія
Згідно з переписом 2010 року, у місті мешкали 93 особи в 32 домогосподарствах у складі 24 родин. Густота населення становила 873 особи/км².  Було 39 помешкань (366/км²).
Расовий склад населення:
| - 95,7 % — білих - 2,2 % — чорних або афроамериканців |

До двох чи більше рас належало 2,2 %. Частка іспаномовних становила 0,0 % від усіх жителів.
За віковим діапазоном населення розподілялося таким чином: 29,0 % — особи молодші 18 років, 63,5 % — особи у віці 18—64 років, 7,5 % — особи у віці 65 років та старші. Медіана віку мешканця становила 29,5 року. На 100 осіб жіночої статі у місті припадало 121,4 чоловіків;  на 100 жінок у віці від 18 років та старших — 153,8 чоловіків також старших 18 років.
За межею бідності перебувало 33,3 % осіб, у тому числі 62,5 % дітей у віці до 18 років та 0,0 % осіб у віці 65 років та старших.
Цивільне працевлаштоване населення становило 13 особи. Основні галузі зайнятості: освіта, охорона здоров'я та соціальна допомога — 30,8 %, транспорт — 15,4 %, роздрібна торгівля — 15,4 %.